# Strix sartorii
El búho barrado mexicano (Strix sartorii) es una especie de ave strigiforme de la familia Strigidae endémica de México. Anteriormente era considerada una subespecie del búho barrado (Strix varia), pero fue elevada al rango de especie tras el resultado de estudios de filogenética molecular publicados en 2011. El nombre científico de la especie conmemora a Christian Sartorius, activista político, botánico y recolector alemán.

## Distribución
Se distribuye en las montañas del centro de México, desde Durango hasta Guerrero y de Veracruz a Oaxaca.